# أرشيبالد ويليس
أرشيبالد ويليس (بالإنجليزية: Archibald Willis)‏ هو سياسي نيوزلندي، ولد في 1842 بلندن في الإمبراطورية الرومانية، وتوفي في 1908 في نيوزيلندا. حزبياً، نشط في الحزب الليبيرالي النيوزيلندي. وقد انتخب عضو مجلس النواب نيوزيلندا.